# Eleanor Fortescue-Brickdale
Eleanor Fortescue-Brickdale (Londres, 25 de janeiro de 1872 – 10 de março de 1945) foi uma pintora britânica.

## Vida
Eleanor  nasceu em Upper Norwood, no subúrbio de Londres, como Mary Eleanor Fortescue Brickdale, filha de Matthews e Sarah Fortescue Brickdale. Seu pai era advogado. Ela estudou primeiro no Escola de Arte Palácio de Cristal, sob a orientação de Herbert Bone e entrou na Academia Real em 1896. Sua primeira grande obra foi A Tez Pálida do Amor Verdadeiro (1899). Logo começou a expor suas pinturas a óleo na Academia Real e aquarelas na Galeria Dowdeswell, onde fez várias exposições individuais.
Enquanto na academia, ficou sob a influência de John Byam Liston Shaw, um discípulo de John Everett Millais muito influenciado por John William Waterhouse. Quando Byam Shaw fundou uma escola de arte, em 1911, Fortescue-Brickdale tornou-se professora lá.
Em 1909, Ernest Brown, das Galerias Leicester, encomendou uma série de 28 de ilustrações em aquarela para o livro Idílios do Rei, de Tennyson, ela os pintou durante dois anos. Essas aquarelas foram exibidas na galeria, em 1911 e 24 delas foram publicadas no ano seguinte, em uma edição de luxo para os quatro primeiros Idílios.
Eleanor viveu durante grande parte de sua carreira no Holland Park Road, em frente à Casa Leighton, onde realizou uma exposição em 1904. Mais tarde, também trabalhou com vitrais. Ela era uma cristã devota e doou muitas obras às igrejas. Entre suas mais conhecidas obras estão A Uninvited Guest e Guinevere. 

## Morte
Eleanor morreu em 10 de março de 1945, e foi sepultada no Cemitério de Brompton, em Londres.

## Galeria

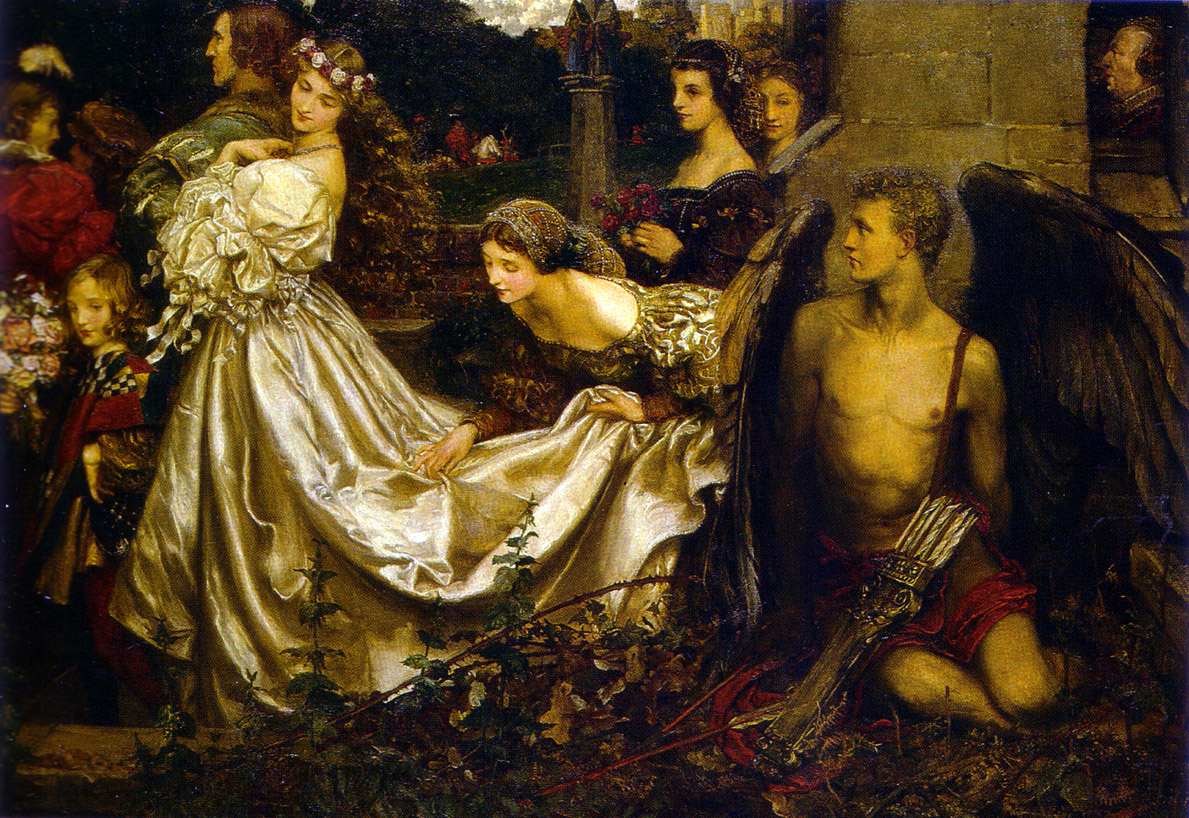
The Uninvited Guest, 1906.
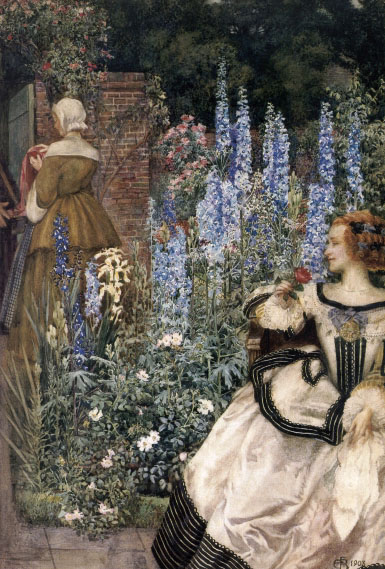
They toil not, neither do they spin
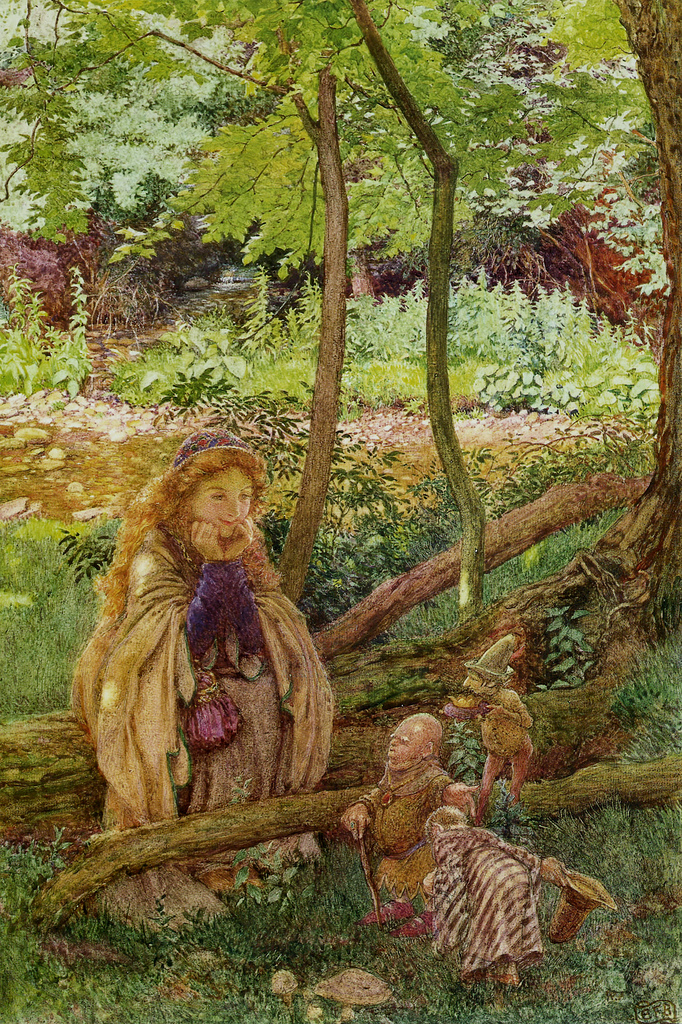
The introduction
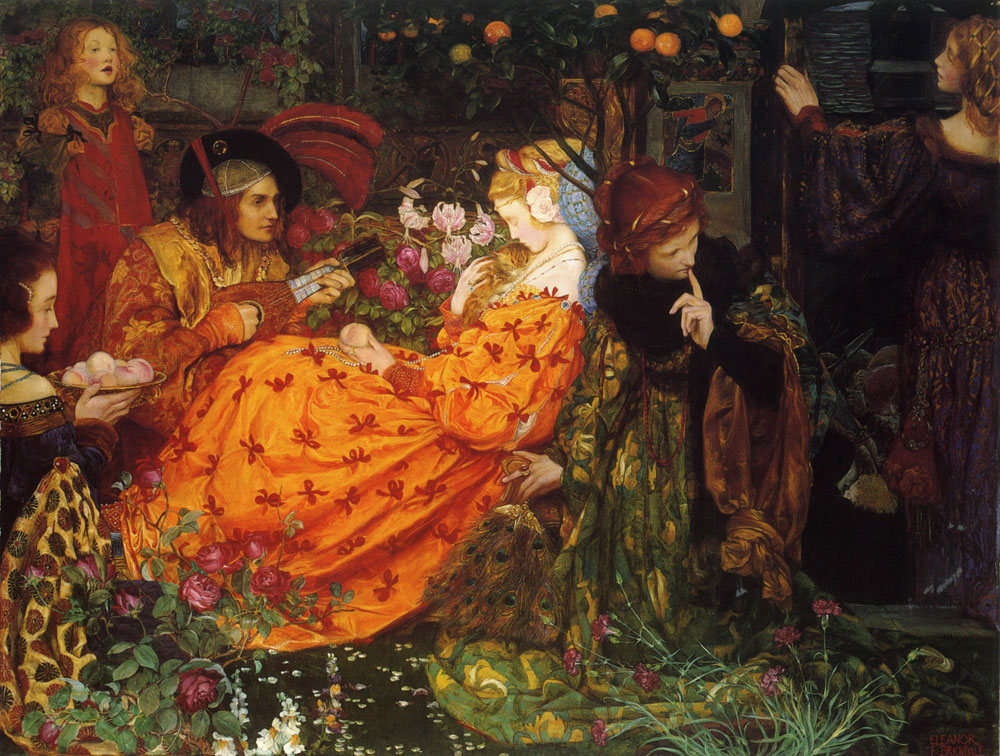
Riches